# Europejskie Igrzyska Halowe w Lekkoatletyce 1969 – bieg na 50 m przez płotki kobiet
Bieg na 50 metrów przez płotki kobiet – jedna z konkurencji biegowych rozgrywanych podczas lekkoatletycznych europejskich igrzysk halowych w hali Palac Lodowy w Belgradzie. Eliminacje i bieg finałowy zostały rozegrane 8 marca 1969. Zwyciężyła reprezentantka NRD Karin Balzer, która obroniła tytuł z poprzednich igrzysk.

## Rezultaty

### Eliminacje
Rozegrano 3 biegi eliminacyjne, do których przystąpiło 16 biegaczek. Awans do finału dawało zajęcie jednego z pierwszych dwóch miejsc w swoim biegu (Q). Skład finału uzupełniła zawodniczka z najlepszym czasem wśród przegranych (q).
Opracowano na podstawie materiału źródłowego.
Bieg 1
| Miejsce | Zawodniczka           | Czas | Uwagi |
| ------- | --------------------- | ---- | ----- |
| 1       | Heide Rosendahl       | 7,6  | Q     |
| 2       | Christiane Martinetto | 7,6  | Q     |
| 3       | Galina Zarubina       | 7,6  |       |
| 4       | Elena Mirza           | 7,8  |       |
| 5       | Inge Aigner           | 7,9  |       |

Bieg 2
| Miejsce | Zawodniczka        | Czas | Uwagi |
| ------- | ------------------ | ---- | ----- |
| 1       | Karin Balzer       | 7,3  | Q     |
| 2       | Christine Perera   | 7,4  | Q     |
| 3       | Sneżana Jurukowa   | 7,4  |       |
| 4       | Elżbieta Żebrowska | 7,4  |       |
| 5       | Emina Pilav        | 7,5  |       |
| 6       | Milena Piáčková    | 7,6  |       |

Bieg 3
| Miejsce | Zawodniczka       | Czas | Uwagi |
| ------- | ----------------- | ---- | ----- |
| 1       | Meta Antenen      | 7,4  | Q     |
| 2       | Galina Kuzniecowa | 7,4  | Q     |
| 3       | Marijana Lubej    | 7,4  | q     |
| 4       | Dimitrina Kolewa  | 7,5  |       |
| 5       | Liese Prokop      | 8,1  |       |

### Finał
Opracowano na podstawie materiału źródłowego.
| Miejsce | Zawodniczka           | Czas |
| ------- | --------------------- | ---- |
| 1       | Karin Balzer          | 7,2  |
| 2       | Meta Antenen          | 7,3  |
| 3       | Christine Perera      | 7,4  |
| 4       | Galina Kuzniecowa     | 7,4  |
| 5       | Christiane Martinetto | 7,5  |
| 6       | Marijana Lubej        | 7,6  |
| 7       | Heide Rosendahl       | 7,6  |